# Jagten på den sidste torsk
Jagten på den sidste torsk er en dansk dokumentarfilm fra 2003, der er instrueret af Dan Säll efter manuskript af Nikolaj Scherfig.

## Handling
Torsken har været udsat for ekstrem rovdrift de seneste år. Traditionelle fiskemetoder kan slet ikke konkurrere med de store industri-trawlere. Kampen for overlevelse gælder både tusindvis af fiskere og en fiskeart, der har levet i millioner af år. Skal den traditionelle fisker på museum? Skal torsken kun findes i akvarier og i fiskefarme? Dokumentarfilmen skildrer med skønhed og humor dette skæbnedrama om Torsken og Fiskeren. Med sans for groteske og overraskende detaljer beskriver filmen torskens virkelighed, så man føler med både fisken og de mennesker, der gerne vil leve af og med naturen.